# تابستان همانسال
تابستان همانسال نخستین کتابِ منتشرشدهٔ ناصر تقوایی است که یک مجموعهٔ داستان‌های کوتاه است. نویسنده این دفتر را به صفدر تقی‌زاده تقدیم کرده است.